# Pasym (stacja kolejowa)
Pasym – stacja kolejowa w Pasymiu, w województwie warmińsko-mazurskim, w Polsce.

## Ruch pasażerski
| Rok  | Wymiana pasażerska na dobę |
| ---- | -------------------------- |
| 2017 | 20-49                      |
| 2022 | 100-149                    |

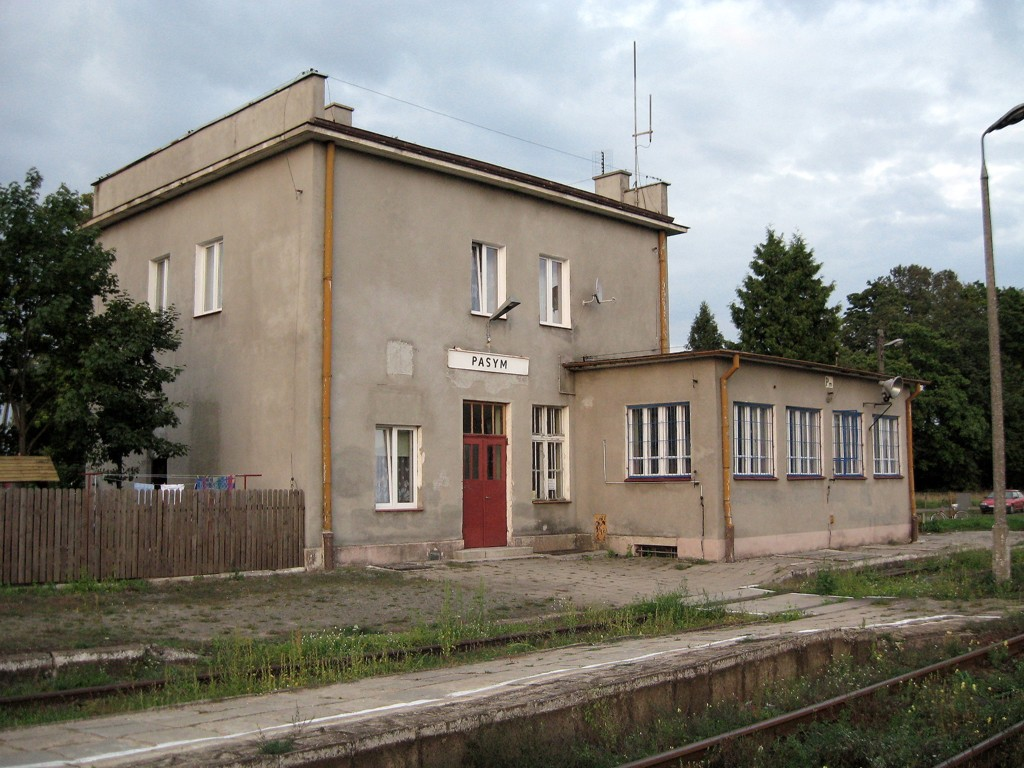
Budynek stacji
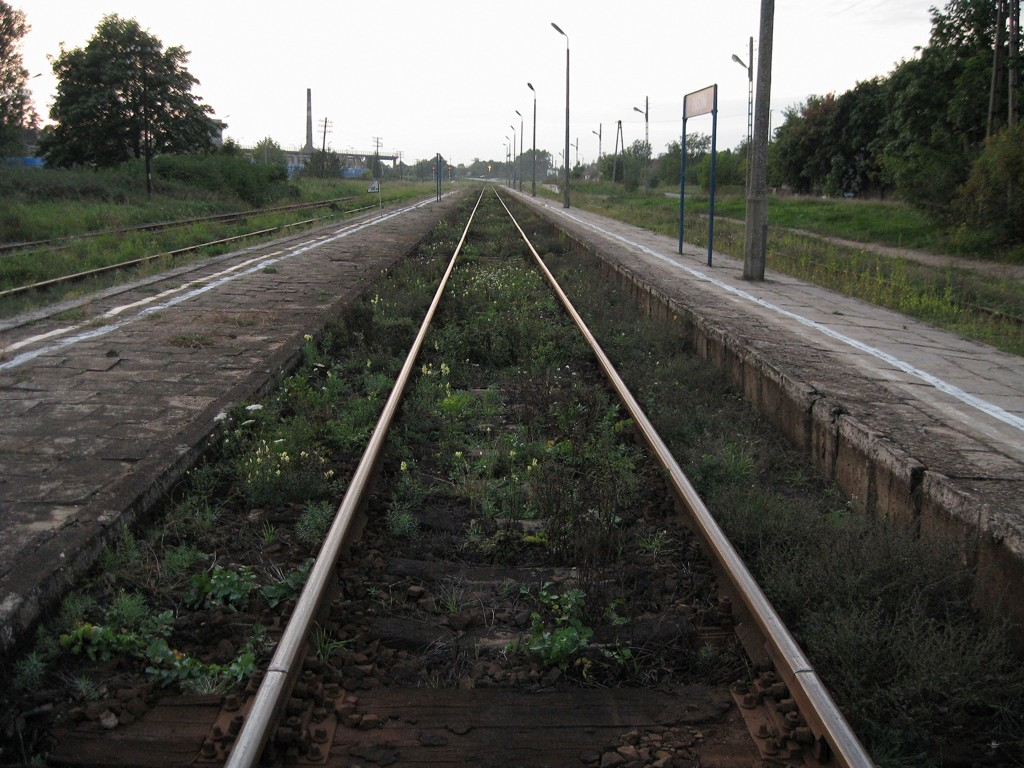
Widok na tory w kierunku Olsztyna
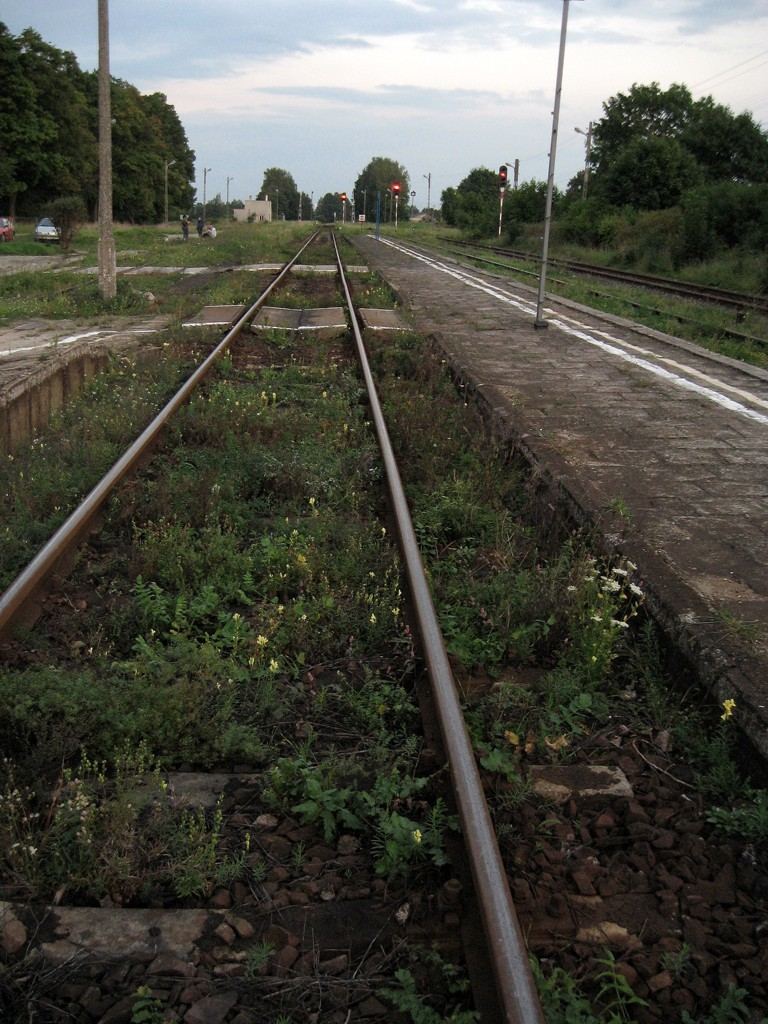
Widok na tory w kierunku Szczytna